# El Chavo (Zeichentrickserie)
El Chavo animado (auch bekannt als El Chavo) ist eine von Televisa und Ánima Estudios produzierte Zeichentrickfernsehserie. Die Serie wurde sieben Staffeln lang ausgestrahlt, beginnend am 21. Oktober 2006 und endend am 6. Juni 2014. Die Episoden der Zeichentrickserie sind animierte Versionen der Comedy-Serie El Chavo del Ocho der 1970er- und 1980er-Jahre nach den Drehbüchern von Roberto Gómez Bolaños produziert wurde. Die Serie inspirierte die Herstellung kommerzieller Produkte mit den Bildern der Charaktere, darunter Süßigkeiten, Brettspiele und Videospiele. Sie wurde ursprünglich von 2007 bis 2015 auf Canal 5 in Mexiko ausgestrahlt und später auf Las Estrellas und Cartoon Network Lateinamerika wiederholt.
Für die Atmosphäre wurde ein 3D-Computermodell verwendet, obwohl für die Figuren 2D-Zeichnungen mit Adobe Flash verwendet wurden. Diese Serie war jedoch nicht der erste Versuch, El Chavo del Ocho zu animieren. Im Abspann der Originalserie wurden bereits einige animierte Sequenzen mit Knetmodellen gezeigt.

## Beschreibung
Die Episoden der Serie basieren auf denselben Konzepten wie die Originalserie, und auch die Charaktere sind dieselben, mit Ausnahme von La Chilindrina, die nur im Pilotfilm im Jahr 2004 auftrat. Der Grund dafür ist, dass Roberto Gómez Bolaños nicht mehr die Rechte an der Figur besaß, sondern die Schauspielerin María Antonieta de las Nieves selbst. Stattdessen werden ihre Rollen und ihre bekanntesten Sätze von Popis, Ñoño oder Patty gespielt, und in seltenen Fällen von Don Ramón, Quico und El Chavo. Bis heute fordern viele Fans, dass Chilindrina und Doña Nieves wieder in die Serie aufgenommen werden.
Die Episoden enthalten auch völlig neue Sequenzen, in denen die Fantasie der Kinder zum Ausdruck kommt. Diese Sequenzen unterschieden sich oft von der Haupthandlung, indem sie in eine Wolke aus Comic-Denken eingebettet waren und die Figur durch Nachahmung von Buntstiftlinien koloriert wurde.
Das Animationsformat ermöglichte es, Kinder mit einer angemessenen Statur zu zeigen. Zuvor wurden Kinderfiguren von erwachsenen Schauspielern dargestellt, was den Eindruck erweckte, dass sich die Figuren überdimensional kleiden, sprechen und Spielzeug benutzen. Außerdem war es so möglich, mehr als zwei Figuren zusammen darzustellen, die in der Originalfassung von derselben Person gespielt werden konnten. So sind in einigen Episoden Figuren wie Señor Barriga und Ñoño zu sehen, die von einem einzigen Schauspieler, Édgar Vivar, gespielt wurden, und Doña Florinda und La Popis, die in der Live-Action-Serie von Florinda Meza gespielt wurden.
Die erste Staffel umfasst 26 Episoden, die auf der Originalserie basieren. Die Episoden wurden von Ánima Estudios in Mexiko-Stadt produziert. In den nachfolgenden Staffeln wurden originelle Geschichten entwickelt, darunter auch solche, die in der Originalserie nicht hätten umgesetzt werden können. Es gibt nur eine Pilotfolge aus dem Jahr 2001, die von Animex Producciones produziert und von Candiani Dubbing Studios synchronisiert wurde.

## Hintergrund
Vor der Gründung der Figur La Chilindrina im Jahr 2006 hatte Animex bereits einen Pilotfilm für eine mögliche Zeichentrickserie El Chavo del Ocho produziert. Dieser wurde jedoch zugunsten der Produktion von Anima abgelehnt.
Die Figur der Chilindrina taucht nur im Pilotfilm der Animex-Serie auf. Der Hauptgrund dafür ist, dass die Originaldarstellerin María Antonieta de las Nieves das Urheberrecht an ihrer Rolle besaß, obwohl sie später in mehreren Interviews bestätigte, dass Chespirito, ein Pseudonym von Roberto Gómez Bolaños, das Recht hatte, ihre Figur in allen seinen Projekten (einschließlich El Chavo animado) frei zu verwenden. Andererseits taucht Doña Nieves in der Zeichentrickserie in imaginären Szenen auf (hauptsächlich, wenn Chavo über sie spricht, bevor Don Ramón ihr eine Ohrfeige gibt). Sie hat auch einen Cameo-Auftritt in Folge 71, El ataque de los insectos (Folge 19 der dritten Staffel, in einem Bild, in dem sie ein Kleid und eine rosa Brille trägt), die am 31. Dezember 2009 ausgestrahlt wurde.

## Kritiken
Laut dem Komödianten Carlos Villagrán (Darsteller der Figur Quico in El Chavo del Ocho) entmenschlicht die Serie die Figuren, wie er in einem Interview sagte: „Jetzt verlässt Chavo die Nachbarschaft und reist sogar zum Saturn.“
Auch Édgar Vivar (El Señor Barriga und Ñoño) sagte in einem Interview, dass die Serie, die auf El Chavo del Ocho basiert, ein „merkantilistisches“ Ziel verfolgt, um das Kinderpublikum zu gewinnen.

## Synchronisation
Die Serie El Chavo animado wurde in den Studios von Dubbing House aufgenommen. Mario Castañeda und Marina Huerta führten bei der Synchronisation der Serie Regie. Einer der am häufigsten eingesetzten Synchronsprecher war Enrique Horiuchi.
Für alle neuen Stimmen musste Roberto Gómez Bolaños, der Schöpfer der Originalserie, die Synchronsprecher genehmigen. Das Casting war für jede Figur sehr umfangreich, insbesondere für die Hauptfiguren, deren Stimmen so gut wie möglich geklont werden mussten.
| Rolle              | Stimme                                                               |
| ------------------ | -------------------------------------------------------------------- |
| El Chavo           | Jesús Guzmán                                                         |
| Godinez            | Jesús Guzmán                                                         |
| Quico              | Mario Castañeda                                                      |
| Doña Florinda      | Erica Edwards                                                        |
| La Popis           | Erica Edwards                                                        |
| Profesor Jirafales | Juan Carlos Tinoco, Sebastián Llapur, Moisés Suárez, Mauricio Roldán |
| Doña Clotilde      | Erika Mireles, Gabriela Guzmán                                       |
| Señor Barriga      | Victor Delgado, Sebastián Llapur                                     |
| Patty              | Maggie Vera, Dulce Guerrero                                          |
| Jaimito el Cartero | Leonardo Garcia, Héctor Miranda                                      |
| Gloria             | Julieta Rivera, Gabriela Guzmán                                      |

## Spin-offs und Merchandise
Televisa hat 2007 in Mexiko 6 Episoden von El Chavo animado veröffentlicht. In Brasilien wurden die gleichen Folgen 2008 von Universal Video Entertainment unter dem Titel Chaves em Desenho Animado veröffentlicht. Im Jahr 2004 wurden in Mexiko Puppen von Quico, La Popis, Don Ramón, Doña Florinda und El Profesor Jirafales auf den Markt gebracht. Im Jahr 2006 brachten McDonald’s und Bimbo Products sechs weitere Puppen auf den Markt. Es gibt ein Nintendo-DS-Videospiel (das nie auf der Konsole veröffentlicht wurde), das in Mexiko unter dem Namen El Chavo Animado: El videojuego auf den Markt kam. Eine Soundtrack-CD von El Teatro del Chavo Animado wurde in Mexiko veröffentlicht, mit Liedern, die auf der Originalserie und auf der TV-Serie El Chapulín Colorado basieren.
Außerdem wurde eine auf der Zeichentrickserie basierende Show mit Schauspielern in Ganzkörperkostümen mit Masken und einem Soundtrack mit aktualisierten Versionen der in der Live-Show verwendeten Lieder veröffentlicht, die in mehreren Städten Mexikos auf Tournee war.
Im März 2012 wurde ein Facebook-Spiel mit dem Namen La Vecindad del Chavo auf den Markt gebracht, in dem der Spieler seine eigenen Missionen als Kind aus der Nachbarschaft entwirft und mit den anderen Charakteren der Nachbarschaft teilt, um die Freundschaft mit ihnen zu vertiefen, und sich ihnen auch bei Aktionen wie dem Aufräumen der Gegend, Spielen in der Umgebung oder in der Fantasie der Kinder anschließt. Das Spiel wurde von Playful Play Studios in Monterrey, Mexiko, entwickelt.

### Videospiele
Seit Ende der 2000er Jahre wurden in Mexiko mehrere Chavo-Animado-Mini-Videospiele für mobile Geräte veröffentlicht.
Am 11. März 2012 wurde das Videospiel La Vecindad del Chavo für Facebook veröffentlicht. Es wurde am 5. August 2014 zurückgezogen.
Im Jahr 2011 gab es Spekulationen, dass die Firma Slang Publishing an einem Spiel für die Handheld-Konsole Nintendo DS der gleichen Firma Nintendo arbeiten würde. Es wurde bekannt, dass das Spiel nur die Beta-Phase erreichte, aber verworfen wurde und später auf eine andere Konsole der gleichen Firma übertragen wurde. Ein Jahr später debütierte das Videospiel auf der Grundlage der Serie, die am 24. April 2012 für die Wii mit dem gleichen Namen El Chavo als Teil eines Gesamtspiels, um Punkte zu verdienen (mit anderen Worten, ähnlich wie die klassische Mario Party). Das Spiel wurde von der Kaxan Media Group, Slang Publishing und Televisa Home Entertainment entwickelt. Es war nur in Mexiko und Brasilien erhältlich. Mitte 2014 wurde eine kostenpflichtige mobile Version für Android in ganz Lateinamerika veröffentlicht.
Ein weiteres Spiel mit dem Namen El Chavo Kart wurde 2014 für mehrere Plattformen wie Xbox 360 und PlayStation 3 veröffentlicht, das von Efecto Studio, Slang Publishing und Televisa Home Entertainment entwickelt wurde. Wie das vorherige Spiel basiert auch dieses auf der Zeichentrickserie, und das Gameplay lehnt sich lose an die Mario-Kart-Reihe an. Im April 2015 wurde eine mobile Version desselben Spiels als Exklusivversion für Samsung-Geräte (Android-System) für ganz Lateinamerika auf den Markt gebracht. Sie wurde von Kokonut Studio und Slang Publishing entwickelt und ist auf Spanisch, Englisch und Portugiesisch erhältlich.
Anfang 2018 wurden die mobilen Versionen der Videospiele zurückgezogen.

## Auszeichnungen
El Chavo animado erhielt 2007 den Bravo Award in der Kategorie Bester Zeichentrickfilm. Im Jahr 2011 wurde er jeweils in der Kategorie Bester Zeichentrickfilm bei den Kids’ Choice Awards Mexiko und den Kids’ Choice Awards Argentinien.